# メソッド・マン
メソッド・マン（Method Man、本名英: Clifford Smith：クリフォード・スミス、1971年3月2日 - ）は、アメリカ ニューヨーク州ヘムステッド生まれ、ニューヨーク市スタテンアイランド区出身のヒップホップ・アーティスト、MC、音楽プロデューサー、俳優。身長191cm。
ウータン・クランの一員。名前の由来は、1979年のカンフー映画『ドラゴン・カンフー/龍虎八拳（アメリカ版タイトル：Method Man）』であるとも言われるが、｢メソッド｣はスタテンアイランドの俗語でマリファナを意味するため、そこから名づけたという説のほうが有力である。

## 来歴

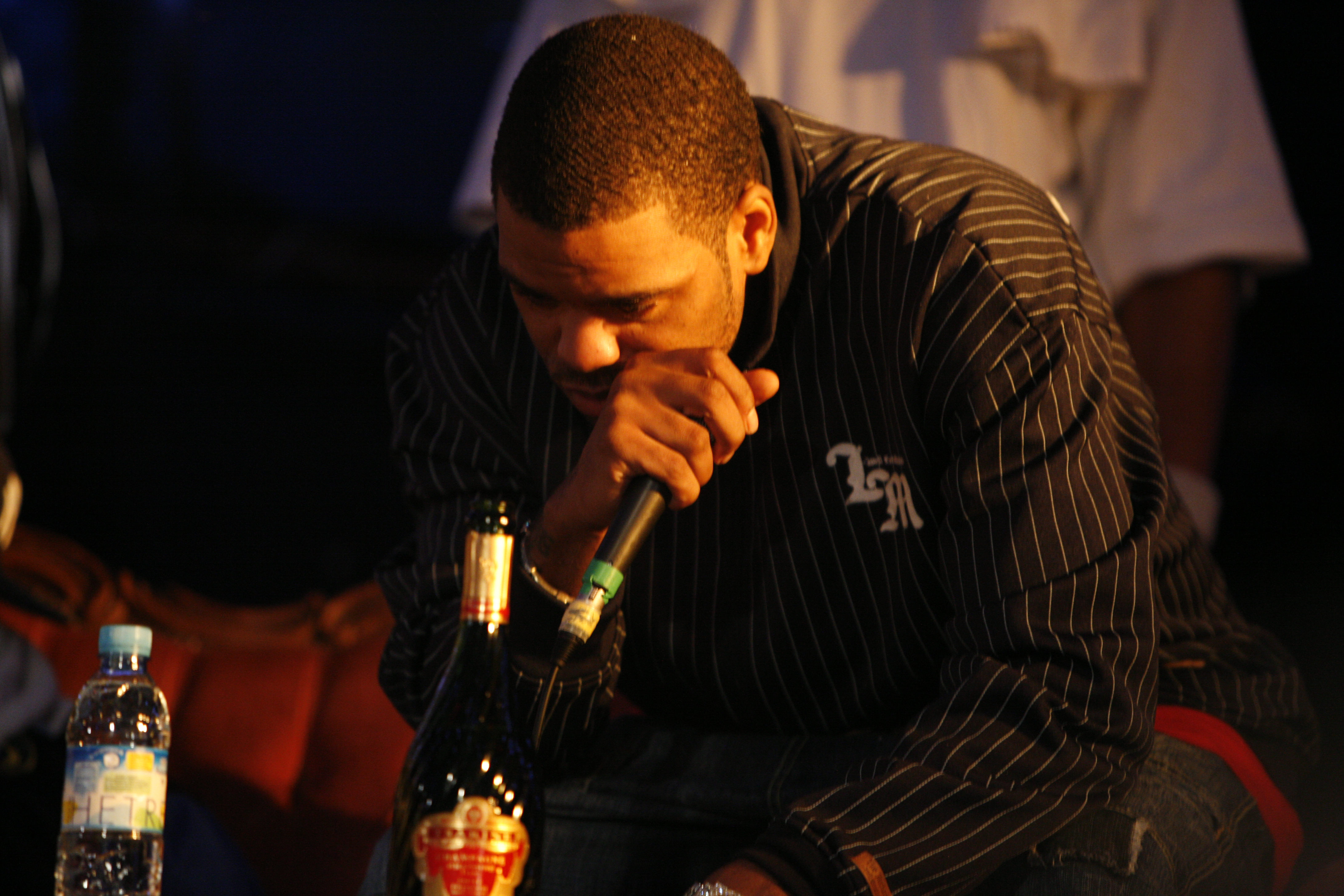
ライブでのMethod Man（2007年）

1992年より音楽活動を開始。ウータン・クランのメンバーとして活躍する他、1995年にメアリー・J. ブライジをフィーチャリングとして迎えリリースしたソロ名義のシングル「アイル・ビー・ゼア・フォー・ユー/ユーアー・オール・アイ・ニード・トゥ・ゲット・バイ」（I'll Be There for You/You're All I Need to Get By）が、全米シングルチャート3位、R&Bシングルチャート1位のヒットとなり、第38回グラミー賞では最優秀ラップ・パフォーマンス・デュオ/グループ賞を受賞した。

## ディスコグラフィ
ソロ・スタジオ・アルバム
- Tical (1994)
- Tical 2000: Judgement Day (1998)
- Tical 0: The Prequel (2004)
- 4:21... the Day After (2006)
- The Meth Lab (2015)
- Meth Lab Season 2: The Lithium (2018)

コラボレーション・アルバム
- Blackout! (メソッド・マン&レッドマン) (1998)
- How High (メソッド・マン&レッドマン) (2001)
- Blackout! 2 (メソッド・マン&レッドマン) (2009)
- Wu-Massacre (メソッド・マン & ゴーストフェイス・キラー & レイクウォン) (2010)

## フィルモグラフィ

### 映画
- ファイト・マネー The Great White Hype (1996)
- コップランド Cop Land (1997)
- ビッグ・ダディ Big Daddy (1999)
- ビー・バッド・ボーイズ How High (2001) - レッドマンと主演
- 終わりで始まりの4日間 Garden State (2004)
- 最'狂'絶叫計画 Scary Movie 3 (2004)
- ほぼ300 Meet the Spartans (2008)
- ピンチ・シッター The Sitter (2011) - ジャコルビー役
- レッド・テイルズ Red Tails (2012)
- 靴職人と魔法のミシン The Cobbler (2014)
- エイミー、エイミー、エイミー! こじらせシングルライフの抜け出し方 Trainwreck (2015)
- キアヌ Keanu (2016)
- パターソン Paterson (2016)
- フューチャーワールド Future World (2018)
- ライリー・ノース -復讐の女神- Peppermint (2018)
- シャフト Shaft (2019)
- コンクリート・カウボーイ: 本当の僕は Concrete Cowboy (2020)

### テレビシリーズ
- THE WIRE/ザ・ワイヤー The Wire (2003-08)
- ルーク・ケイジ Marvel's Luke Cage (2016)
- DEUCE/ポルノストリート in NY The Deuce (2017-19)
- めちゃくちゃ恋するハンターズ Teenage Bounty Hunters (2020)
- POWER/パワー ブックII:ゴースト Power Book II: Ghost (2020)